# ルービン (レーダー)
N019ルービン（ロシア語: Н019 «Рубин»）とは、ソビエト連邦（現・ロシア連邦）のファゾトロン-NIIRが、MiG-29 フルクラム用の火器管制レーダーとして開発したパルスドップラーレーダー (Pulse-Doppler radar) である。ルービンはロシア語でルビーを意味する単語である。
本記事では、派生型のN019Mトパーズ（Н019М «Топаз»）も合わせて解説する。
NATOコードネームは、Su-27 フランカー用の火器管制レーダーであるN001 メーチと同じくスロット・バック（Slot Back）であるが、実際N019ルービンとの共通性は70％にものぼる。

## 概要
ルービンは、MiG-23ML用のサプフィール-23ML（NATOコードネーム：ハイラーク）をベースに開発された。
ただルービンは、MiG-29の中でも9.12規格（フルクラムA）と9.13規格（フルクラムC）にしか搭載されなかったため、生産総数はMiG-29系列の生産数の割には少なめである。

## 派生型
N019ルービン（RLPK-29）
ソ連空軍用MiG-29に搭載される標準モデル。
N019EA
ワルシャワ条約機構加盟国向けの輸出型である9.12A規格の機体に搭載される。
対抗電子戦能力の高いSPモードが削除されている。
N019EB
ワルシャワ条約機構加盟国以外の国向けの輸出型である9.12B規格の機体に搭載される。
N019EAと同様にSPモードが削除されているほか、デジタルプロセッサーが処理能力の低いものに換装されている。
N019Mトパーズ（RPLK-29M）
N019の改良型。トパーズ（Топаз）とは、ロシア語でトパーズを意味する単語。
1986年にファゾトロン-NIIRの研究員の一人アドルフ・トルカチェフがソ連の空対空ミサイルや地対空ミサイル、戦闘機用火器管制レーダー等の技術情報をCIAに漏洩していたことが発覚したため、急遽開発が命じられた。
新型のアクティブ・レーダー・ホーミング式の空対空ミサイルR-77（AA-12アダー）の運用能力が付与されたほか、2目標同時攻撃能力も付与された。
MiG-29SやMiG-29SMに搭載される。
N019ME
N019Mの輸出型。全体的に能力低下が行われている。
MiG-29SEやマレーシア空軍仕様のMiG-29Nなどに装備されるほか、インド空軍のMiG-29のレーダーもこれに換装されたと言われる。
N019MP
改良型。移動目標識別能力やグラウンドマッピング能力等が付与され、対地・対艦攻撃能力が大きく向上。
MiG-29SMT«9.17»やベラルーシ製近代化改修型のMiG-29BMなどに装備される。
この他、ルービン/トパーズの近代化改修の一環として、アンテナをPESAのPeroに換装する計画もあったが、実際に換装しての試験が行われたかは不明。